# Daniel O’Shaughnessy
Daniel O’Shaughnessy (ur. 14 września 1994 w Riihimäki) – fiński piłkarz pochodzenia irlandzkiego występujący na pozycji obrońcy w niemieckim klubie Karlsruher SC.

## Kariera klubowa
Jako junior grał w zespołach RiNS, FC Honka oraz HJK Helsinki. W sezonie 2011 został włączony do rezerw HJK, Klubi-04, grających w trzeciej lidze. W styczniu 2012 roku został graczem rezerw francuskiego FC Metz. W sezonie 2012/2013 spadł z nimi z CFA do CFA 2, czyli z czwartej ligi do piątej.
W 2014 roku O’Shaughnessy podpisał kontrakt z angielskim Brentfordem, grającym w Championship. W sezonie 2014/2015 nie rozegrał tam jednak żadnego spotkania. We wrześniu 2015 przeszedł na miesięczne wypożyczenie do Braintree Town z National League. W styczniu 2016 roku został wypożyczony do duńskiego FC Midtjylland. Latem 2016 przeszedł do Cheltenham Town. Od 2018 jest piłkarzem HJK Helsinki.

## Kariera reprezentacyjna
O’Shaughnessy jest byłym reprezentantem Finlandii na szczeblach młodzieżowych. W pierwszej reprezentacji Finlandii zadebiutował 10 stycznia 2016 w przegranym 0:3 towarzyskim meczu ze Szwecją.

## Życie prywatne
Urodził się 14 września 1994 roku w Riihimäki. Jego ojciec, Robert O’Shaughnessy, jest Irlandczykiem pochodzącym z Galway. Ma starszego brata Patricka, który także jest piłkarzem. Posiada dwa obywatelstwa: fińskie i irlandzkie.